# KV44
Situé dans la vallée des Rois, dans la nécropole thébaine sur la rive ouest du Nil face à Louxor en Égypte, KV 44 est le tombeau d'un inconnu.
La tombe a été réutilisée durant la XXIIe dynastie pour Tentkerer, maitresse de maison d'Osorkon Ier.